# Lutz Schwerin von Krosigk
  Lutz Schwerin von Krosigk  (alemany: Johann Ludwig Schwerin von Krosigk)  (Rathmannsdorf, 22 d'agost de 1887 - Essen, 4 de març de 1977) polític alemany, i Canceller d'Alemanya durant el mes de maig de 1945.
El Ministeri d'Hisenda de Lutz Schwerin von Krosigk va ser un dels principals pilars del suport fiscal al nazisme. El règim es va apropiar notòriament de les propietats dels jueus perseguits i els va enviar a camps de concentració. Va ser condemnat a deu anys de presó en el judici de Ministres pel Tribunal de Nuremberg per haver col·laborat amb el règim nazi Lutz Schwerin von Krosigk també va ser canceller d'Alemanya en el govern provisional de Karl Dönitz, després de la mort d'Adolf Hitler el 1945 al Tercer Reich.

## Biografia
Va néixer a Rathmannsdorf, a l'antic Regne de Saxònia, el 22 d'agost de 1887. Va estudiar dret i ciències polítiques a la Universitat de Halle (Alemanya), a la Universitat de Lausana (Suïssa) i a la Universitat d'Oxford (Regne Unit).

## Vida
Durant la Primera Guerra Mundial (1914-1918) va ser soldat alemany, serveis pels quals va ser premiat. El 1918 va casar-se amb la baronessa Ehrengard von Plattenberg, amb la qual van tenir nou fills (4 nois i 5 noies).
Conservador no afiliat a cap partit, va ser nomenat ministre de Finances per Franz von Papen el 1932, i va continuar en el càrrec, a petició del President Paul von Hindenburg, durant tot el règim nazi.

## Canceller d'Alemanya (1 de maig - 23 de maig 1945)
Després dels suïcidis dels Cancellers Adolf Hitler i Joseph Goebbels, va ser nomenat l'1 de maig de 1945, Canceller d'Alemanya per l'aleshores President Karl Dönitz. El seu govern no va ser reconegut per les forces aliades i va ser dissolt el 23 de maig de 1945 quan van capturar els seus membres les forces britàniques.
Va ser jutjat als Judicis de Nuremberg juntament amb altres ministres dels governs nazis i condemnat a deu anys de presó, tot i que finalment fou alliberat el 1951 en una amnistia.
Va morir a Essen, al land de Rin del Nord-Westfàlia, el 4 de març de 1977, als 89 anys.